# Daedelus
Alfred Darlington (nacido como Alfred Weisberg-Roberts, 31 de octubre de 1977), más conocido por su nombre artístico Daedelus, es un productor discográfico estadounidense con sede en Los Ángeles, California. Es parte de los grupos The Long Lost y Adventure Time. Está afiliado a la estación de radio por Internet Dublab.

## Primeros años
Daedelus asistió a la Escuela de Música Thornton de la Universidad del Sur de California estudiando Jazz en Contrabajo.

## Carrera
Una obsesión adolescente con la mitología griega los llevó a adoptar el nombre artístico Daedelus, un tributo al artista, inventor y artesano (deletreado Daedalus).
En 1999 comenzaron a pinchar en Entropy Sessions de Dublab.com y lanzaron sus propias primeras producciones de demostración. Esto llamó la atención de Carlos Niño (de Ammoncontact), quien incluyó pistas de Daedelus en dos compilaciones. Posteriormente, Daedelus lanzó un álbum de estudio, Invention, en Plug Research en 2002. El EP The Household fue lanzado en Eastern Developments en 2003. También lanzaron The Weather, un álbum colaborativo con Busdriver y Radioinactive, bajo el sello Mush Records ese año.
Lanzaron un álbum de estudio, Of Snowdonia, con el sello Plug Research en 2004. Fue seguido por otro álbum en solitario, A Gent Agent, en Laboratory Instinct ese año.
Su álbum de 2005, Exquisite Corpse, contó con apariciones especiales de MF Doom, Mike Ladd y TTC. Al año siguiente, lanzaron Denies the Day's Demise en Mush Records.
Su álbum de 2008, Love to Make Music To, y el álbum de 2011, Bespoke, fueron lanzados en el sello Ninja Tune. Lanzaron el EP Righteous Fists of Harmony en 2010, y The Light Brigade en 2014. En 2013, lanzaron un álbum de estudio, Drown Out, en el sello Anticon. En 2015, participaron en el transmedia musical Soundhunters emitido por el canal franco-alemán Arte. En 2016, lanzaron Labyrinths.
En 2019, se convirtieron en miembros del cuerpo docente del Departamento de Diseño y Producción Electrónica de Berklee College of Music.
En 2020, fueron nombrados Artistas Residentes en SETI.

## Discografía
- 2001: Her's Is > [sic]
- 2002: Invention
- 2003: Dreams of Water Themes
- 2003: The Weather
- 2003: Rethinking the Weather
- 2004: A Gent Agent
- 2004: Of Snowdonia
- 2005: Exquisite Corpse
- 2006: Denies the Day's Demise
- 2008: Live at Low End Theory
- 2008: Love to Make Music To
- 2011: Bespoke
- 2013: Drown Out
- 2014: The Light Brigade
- 2014: Of Beyond
- 2015: Kneedelus
- 2016: Labyrinths
- 2017: Baker's Dozen
- 2017: Wears House
- 2018: Taut
- 2019: The Bittereinders
- 2020: What Wands Won't Break
- 2020: What Wands Remixes
- 2021: Holy Water Over Sons
- 2022: Simmers Over